# Thierry Fortineau
Pour les articles homonymes, voir Fortineau.
Thierry Fortineau, né le 9 février 1953 à Nantes et mort le 8 février 2006 à Paris 12e, est un comédien français.

## Biographie

### Jeunesse et formation
Thierry Fortineau naît dans une famille de médecins nantais, fils d'un psychiatre à la tête d'une clinique privée. Dans les années 1970, il effectue ses études de théâtre au conservatoire de Nantes, puis à l'école de la rue Blanche.

### Carrière
Fortineau débute dans la troupe de Stuart Seide. Il joue ensuite dans Le Roi Lear, mis en scène au théâtre de la Criée par Marcel Maréchal. Il s'illustre en 1987 en interprétant le personnage principal du Journal d'un curé de campagne de Georges Bernanos au Théâtre de la Potinière dans la mise en scène de François Bourgeat. Grâce à ce rôle, il reçoit le Molière de la révélation théâtrale. Son second Molière est décerné en 2003 pour son rôle dans son adaptation du roman Gros-Câlin de Romain Gary.
Il a également joué pour le cinéma et la télévision. Son rôle dans Comédie d'été lui vaut d'être nommé en 1990 pour le César du meilleur espoir masculin. Il interprète le Préfet de police Maurice Papon dans le téléfilm Nuit noire 17 octobre 1961 d'Alain Tasma.

### Famille et vie privée
Thierry Fortineau rencontre Maruschka Detmers en 1988. Le couple a une fille, la comédienne Jade Fortineau. L'acteur meurt des suites d'un cancer et repose au cimetière du Père-Lachaise (13e division),.

## Théâtre
- 1974 : Troïlus et Cressida de William Shakespeare, mise en scène Stuart Seide, Théâtre de l'École Normale Supérieure, TNP
- 1975 : Dommage qu'elle soit une putain de John Ford, mise en scène Stuart Seide, Théâtre des Quartiers d'Ivry, Théâtre des Amandiers
- 1976 : La vie est un songe de Calderon, mise en scène Stuart Seide, Théâtre de la Tempête
- 1981 : Andromaque de Racine, mise en scène Stuart Seide, Festival d'Avignon
- 1982 :  Le Songe d'une nuit d'été de William Shakespeare, Théâtre National de Chaillot, mise en scène Stuart Seide
- 1987 :  "Le journal d'un curé de campagne" de Georges Bernanos, Théätre de la Potinière, mise en scène François Bourgeat.
- 1993 : Le Visiteur d'Éric-Emmanuel Schmitt, mise en scène Gérard Vergez, Petit Théâtre de Paris
- 1995 : Le Visiteur d'Éric-Emmanuel Schmitt, mise en scène Gérard Vergez, Théâtre de Paris
- 1999 : Oh ! pardon tu dormais de Jane Birkin, mise en scène Xavier Durringer, Théâtre de la Gaîté-Montparnasse
- 2000 : La Collection d'Harold Pinter, mise en scène Patrice Kerbrat, Centre national de création d'Orléans, Théâtre national de Chaillot
- 2004 : Une pièce espagnole de Yasmina Reza, mise en scène Luc Bondy, Théâtre de la Madeleine
- 2005 : Chère Maître de Peter Eyre d'après la correspondance de Gustave Flaubert et George Sand, mise en scène Sandrine Dumas, Théâtre de la Gaîté-Montparnasse

## Filmographie

### Cinéma
- 1987 : Bonjour l'angoisse de Pierre Tchernia
- 1987 : Doux amer de Franck Apprederis
- 1988 : Vent de galerne de Bernard Favre
- 1988 : Un tour de manège de Pierre Pradinas
- 1988 : Comédie d'été de Daniel Vigne
- 1989 : Rendez-vous au tas de sable de Didier Grousset
- 1989 : Le Brasier d'Éric Barbier
- 1991 : Un cœur qui bat de François Dupeyron
- 1991 : Le Trou de la corneille court métrage de François Hanss
- 1992 : L'Homme de ma vie de Jean-Charles Tacchella
- 1992 : La Fille de l'air de Maroun Bagdadi
- 1993 : Photo court métrage d'Ivan Maussion
- 2004 : Nuit noire 17 octobre 1961 d'Alain Tasma - (Téléfilm diffusé ensuite en salles)
- 2005 : Gabrielle de Patrice Chéreau

### Télévision
- 1976 : Les Mystères de Loudun de Gérard Vergez
- 1986 : Le Cadeau de Sébastien : Jean-Louis
- 1993 : Jules Ferry de Jacques Rouffio
- 1993 : Des héros ordinaires : Les portes du ciel de Denys Granier-Deferre
- 1998 : Entre l'arbre et l'écorce de Bruno Gantillon, France 3
- 2000 : L'instit : Carnet de voyage : Madagascar, Paul
- 2004 : Maigret et la demoiselle de compagnie de Franck Apprederis

## Distinctions

### Récompenses
- Prix du syndicat de la critique 1987 : Prix de la révélation théâtrale de l'année pour Le Journal d'un curé de campagne
- Molières 1988 : Molière de la révélation théâtrale pour Journal d'un curé de campagne
- Molières 2003 : Molière du comédien pour Gros-Câlin

### Nominations
- César 1990 : César du meilleur espoir masculin pour Comédie d'été
- Molières 1994 : Molière du comédien pour Le Visiteur

## Source
- Nécrologie par Fabienne Darge, Le Monde, 12-13 février 2006.